# Pera Avallo
La pera Avallo (Aval o Pèr Aval in dialetto reggiano) è una piccola pera a maturazione invernale tipica delle zone montane della provincia di Reggio Emilia.

## Descrizione
Il pero Avallo è stato presente in Emilia almeno dal XVIII secolo, come dimostrato dai documenti di Filippo Re. Nel 1800, veniva chiamato "Avalla acida" e veniva incluso tra le 23 "pere da autunno e da inverno" menzionate nel suo resoconto di viaggio nelle montagne reggiane. Nel 1915, Casali menziona il "Pèir Aval" come un termine dialettale usato esclusivamente nelle zone montane della regione reggiana, confermando la sua predominante diffusione in quest'area. 
Questa varietà è una delle più comuni nelle colline e montagne reggiane, ma molti degli alberi secolari non vengono più coltivati né raccolti, mettendo a rischio la loro sopravvivenza nel tempo. Attualmente, la valorizzazione del "savurett," in cui le pere Aval sono un tradizionale ingrediente, rappresenta un aspetto positivo per il recupero della produzione di questa varietà. 
Si tratta di una pera a forma sferoidale con un lungo e sottile peduncolo. La buccia liscia e spessa è di colore verde e diventa gialla solo a maturazione avanzata nel periodo che va oltre metà ottobre. La polpa, di colore bianco, è granulosa e croccante.  

## Utilizzo
Trattandosi di una pera invernale a lunga conservabilità, viene utilizzata principalmente cotta e per la realizzazione della tipica conserva di frutta denominata savurett, savorèt a seconda delle zone di produzione.